# Jēkabs Bukse
Jēkabs Bukse (russisch Якоб Букс; * 14. Juni 1879 in Livonia; † 12. Mai 1942 in Solikamsk, Sowjetunion) war ein lettischer Radrennfahrer.

## Sportliche Laufbahn
Bukse nahm an den Olympischen Sommerspielen 1912 in Stockholm für Russland teil. Bei den Spielen schied er im olympischen Einzelzeitfahren aus. Die russische Mannschaft kam nicht in die Mannschaftswertung. 1907 gewann er die Meisterschaft der baltischen Provinz im Straßenrennen.